# Paavo Maunu
Paavo Maunu ist ein ehemaliger finnischer Skispringer.

## Werdegang
Maunu bestritt mit der Vierschanzentournee 1974/75 sein erstes und einziges internationales Turnier. Beim Auftaktspringen am 29. Dezember 1974 sprang Maunu auf der Schattenbergschanze in Oberstdorf als bester Finne auf den achten Platz und erreichte damit 198,8 Punkte. Trotz dieses Erfolges trat er bei den weiteren Springen der Tournee nicht an und beendete die Tournee daraufhin auf dem 84. Platz der Gesamtwertung.

## Erfolge

### Vierschanzentournee-Platzierungen
| Saison  | Platz | Punkte |
| ------- | ----- | ------ |
| 1974/75 | 84.   | 198,8  |